# Ivanjševski Vrh
Ivanjševski Vrh – wieś w Słowenii, w gminie Gornja Radgona. W 2018 roku liczyła 165 mieszkańców.